# Lac-John
Lac-John [lak dʒɔn] est une réserve indienne de la Nation innue de Matimekush-Lac John au Québec (Canada) dans la municipalité régionale de comté de Caniapiscau qui fait partie de la région administrative de la Côte-Nord. Le recensement de 2011 y dénombre 21 habitants.
Son nom était sur une carte de la compagnie minière Labrador Mining and Smelting un peu avant 1947.
Son histoire est liée à celui de Matimekosh, en ce sens qu'elle fut une étape dans la migration de la communauté innue.

## Démographie
| 2001 | 2006 | 2011 | 2016 |
| ---- | ---- | ---- | ---- |
| 23   | 16   | 21   | 33   |